# Aanslag op de Amerikaanse ambassade in Beiroet op 18 april 1983

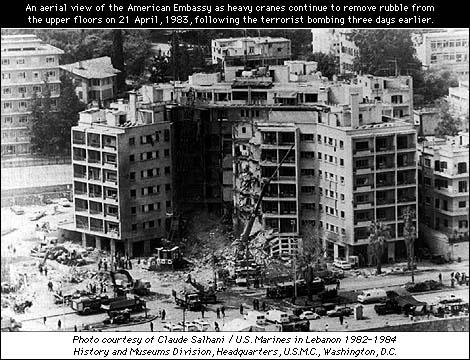
De Amerikaanse ambassade in Beiroet na de aanslag

De aanslag op de Amerikaanse ambassade in Beiroet vond plaats op 18 april 1983 in Beiroet. Daarbij kwamen meer dan zestig mensen, vooral stafmedewerkers van de ambassade en Amerikaanse mariniers om het leven. De aanslag werd gepleegd door de Islamitische groep Hezbollah.
Belangrijkste reden voor de aanslag was de interventie van verschillende westerse landen, waaronder de Verenigde Staten in de Libanese burgeroorlog met als doel de orde te herstellen en een centrale regering te vormen. Ook wordt het gezien als een vergelding vanwege de aanval in 1982 van christelijke facties, met steun van Israël, op de Palestijnse vluchtelingenkampen Sabra en Shatila. 
De aanslag werd gepleegd met een vrachtwagen waarin meer dan negenhonderd kilo aan explosieven lagen. Een zelfmoordenaar zorgde dat deze afgingen. Dit gebeurde om één uur in de middag. De auto stond vlak voor de ambassade geparkeerd. Bij de explosie werd grote schade aangericht aan vrijwel de gehele ambassade. In totaal verloren 63 mensen het leven, waaronder 32 Libanese werknemers, 17 Amerikanen en 14 bezoekers en voorbijgangers. Acht van de slachtoffers werkten voor de CIA. 
President Ronald Reagan veroordeelde de aanval als een 'lafhartige daad'. Iran ontkende in eerste instantie betrokkenheid bij de aanslag, maar de aanslag werd al snel opgeëist door Hezbollah. Om vergelding te voorkomen zou Hezbollah zijn begonnen met het gijzelen van westerlingen. De Verenigde Staten hielden Iran ook verantwoordelijk voor de aanslag. In september 2003 oordeelde een Amerikaanse rechter dat familieleden en nakomelingen van slachtoffers van de aanslag van Iran een vergoeding van 123 miljoen dollar zouden moeten krijgen. Iran weigert dit bedrag echter te betalen.